# Milieu de jeu
Cet article utilise la notation algébrique pour décrire des coups du jeu d'échecs.
|   | a | b | c | d | e | f | g | h |   |
| 8 | Tour noire sur case blanche a8 · Dame noire sur case noire d8 · Roi noir sur case noire h8 · Pion noir sur case noire a7 · Cavalier noir sur case blanche b7 · Fou noir sur case noire e7 · Pion noir sur case blanche f7 · Tour noire sur case noire g7 · Pion noir sur case blanche h7 · Pion noir sur case blanche e6 · Cavalier blanc sur case noire f6 · Pion noir sur case blanche g6 · Pion noir sur case noire c5 · Pion blanc sur case noire e5 · Fou noir sur case blanche f5 · Dame blanche sur case noire g5 · Pion noir sur case noire d4 · Pion blanc sur case noire f4 · Cavalier blanc sur case blanche f3 · Tour blanche sur case noire g3 · Pion blanc sur case blanche a2 · Pion blanc sur case noire b2 · Pion blanc sur case blanche c2 · Pion blanc sur case blanche g2 · Pion blanc sur case noire h2 · Fou blanc sur case noire c1 · Tour blanche sur case blanche f1 · Roi blanc sur case noire g1 | Tour noire sur case blanche a8 · Dame noire sur case noire d8 · Roi noir sur case noire h8 · Pion noir sur case noire a7 · Cavalier noir sur case blanche b7 · Fou noir sur case noire e7 · Pion noir sur case blanche f7 · Tour noire sur case noire g7 · Pion noir sur case blanche h7 · Pion noir sur case blanche e6 · Cavalier blanc sur case noire f6 · Pion noir sur case blanche g6 · Pion noir sur case noire c5 · Pion blanc sur case noire e5 · Fou noir sur case blanche f5 · Dame blanche sur case noire g5 · Pion noir sur case noire d4 · Pion blanc sur case noire f4 · Cavalier blanc sur case blanche f3 · Tour blanche sur case noire g3 · Pion blanc sur case blanche a2 · Pion blanc sur case noire b2 · Pion blanc sur case blanche c2 · Pion blanc sur case blanche g2 · Pion blanc sur case noire h2 · Fou blanc sur case noire c1 · Tour blanche sur case blanche f1 · Roi blanc sur case noire g1 | Tour noire sur case blanche a8 · Dame noire sur case noire d8 · Roi noir sur case noire h8 · Pion noir sur case noire a7 · Cavalier noir sur case blanche b7 · Fou noir sur case noire e7 · Pion noir sur case blanche f7 · Tour noire sur case noire g7 · Pion noir sur case blanche h7 · Pion noir sur case blanche e6 · Cavalier blanc sur case noire f6 · Pion noir sur case blanche g6 · Pion noir sur case noire c5 · Pion blanc sur case noire e5 · Fou noir sur case blanche f5 · Dame blanche sur case noire g5 · Pion noir sur case noire d4 · Pion blanc sur case noire f4 · Cavalier blanc sur case blanche f3 · Tour blanche sur case noire g3 · Pion blanc sur case blanche a2 · Pion blanc sur case noire b2 · Pion blanc sur case blanche c2 · Pion blanc sur case blanche g2 · Pion blanc sur case noire h2 · Fou blanc sur case noire c1 · Tour blanche sur case blanche f1 · Roi blanc sur case noire g1 | Tour noire sur case blanche a8 · Dame noire sur case noire d8 · Roi noir sur case noire h8 · Pion noir sur case noire a7 · Cavalier noir sur case blanche b7 · Fou noir sur case noire e7 · Pion noir sur case blanche f7 · Tour noire sur case noire g7 · Pion noir sur case blanche h7 · Pion noir sur case blanche e6 · Cavalier blanc sur case noire f6 · Pion noir sur case blanche g6 · Pion noir sur case noire c5 · Pion blanc sur case noire e5 · Fou noir sur case blanche f5 · Dame blanche sur case noire g5 · Pion noir sur case noire d4 · Pion blanc sur case noire f4 · Cavalier blanc sur case blanche f3 · Tour blanche sur case noire g3 · Pion blanc sur case blanche a2 · Pion blanc sur case noire b2 · Pion blanc sur case blanche c2 · Pion blanc sur case blanche g2 · Pion blanc sur case noire h2 · Fou blanc sur case noire c1 · Tour blanche sur case blanche f1 · Roi blanc sur case noire g1 | Tour noire sur case blanche a8 · Dame noire sur case noire d8 · Roi noir sur case noire h8 · Pion noir sur case noire a7 · Cavalier noir sur case blanche b7 · Fou noir sur case noire e7 · Pion noir sur case blanche f7 · Tour noire sur case noire g7 · Pion noir sur case blanche h7 · Pion noir sur case blanche e6 · Cavalier blanc sur case noire f6 · Pion noir sur case blanche g6 · Pion noir sur case noire c5 · Pion blanc sur case noire e5 · Fou noir sur case blanche f5 · Dame blanche sur case noire g5 · Pion noir sur case noire d4 · Pion blanc sur case noire f4 · Cavalier blanc sur case blanche f3 · Tour blanche sur case noire g3 · Pion blanc sur case blanche a2 · Pion blanc sur case noire b2 · Pion blanc sur case blanche c2 · Pion blanc sur case blanche g2 · Pion blanc sur case noire h2 · Fou blanc sur case noire c1 · Tour blanche sur case blanche f1 · Roi blanc sur case noire g1 | Tour noire sur case blanche a8 · Dame noire sur case noire d8 · Roi noir sur case noire h8 · Pion noir sur case noire a7 · Cavalier noir sur case blanche b7 · Fou noir sur case noire e7 · Pion noir sur case blanche f7 · Tour noire sur case noire g7 · Pion noir sur case blanche h7 · Pion noir sur case blanche e6 · Cavalier blanc sur case noire f6 · Pion noir sur case blanche g6 · Pion noir sur case noire c5 · Pion blanc sur case noire e5 · Fou noir sur case blanche f5 · Dame blanche sur case noire g5 · Pion noir sur case noire d4 · Pion blanc sur case noire f4 · Cavalier blanc sur case blanche f3 · Tour blanche sur case noire g3 · Pion blanc sur case blanche a2 · Pion blanc sur case noire b2 · Pion blanc sur case blanche c2 · Pion blanc sur case blanche g2 · Pion blanc sur case noire h2 · Fou blanc sur case noire c1 · Tour blanche sur case blanche f1 · Roi blanc sur case noire g1 | Tour noire sur case blanche a8 · Dame noire sur case noire d8 · Roi noir sur case noire h8 · Pion noir sur case noire a7 · Cavalier noir sur case blanche b7 · Fou noir sur case noire e7 · Pion noir sur case blanche f7 · Tour noire sur case noire g7 · Pion noir sur case blanche h7 · Pion noir sur case blanche e6 · Cavalier blanc sur case noire f6 · Pion noir sur case blanche g6 · Pion noir sur case noire c5 · Pion blanc sur case noire e5 · Fou noir sur case blanche f5 · Dame blanche sur case noire g5 · Pion noir sur case noire d4 · Pion blanc sur case noire f4 · Cavalier blanc sur case blanche f3 · Tour blanche sur case noire g3 · Pion blanc sur case blanche a2 · Pion blanc sur case noire b2 · Pion blanc sur case blanche c2 · Pion blanc sur case blanche g2 · Pion blanc sur case noire h2 · Fou blanc sur case noire c1 · Tour blanche sur case blanche f1 · Roi blanc sur case noire g1 | Tour noire sur case blanche a8 · Dame noire sur case noire d8 · Roi noir sur case noire h8 · Pion noir sur case noire a7 · Cavalier noir sur case blanche b7 · Fou noir sur case noire e7 · Pion noir sur case blanche f7 · Tour noire sur case noire g7 · Pion noir sur case blanche h7 · Pion noir sur case blanche e6 · Cavalier blanc sur case noire f6 · Pion noir sur case blanche g6 · Pion noir sur case noire c5 · Pion blanc sur case noire e5 · Fou noir sur case blanche f5 · Dame blanche sur case noire g5 · Pion noir sur case noire d4 · Pion blanc sur case noire f4 · Cavalier blanc sur case blanche f3 · Tour blanche sur case noire g3 · Pion blanc sur case blanche a2 · Pion blanc sur case noire b2 · Pion blanc sur case blanche c2 · Pion blanc sur case blanche g2 · Pion blanc sur case noire h2 · Fou blanc sur case noire c1 · Tour blanche sur case blanche f1 · Roi blanc sur case noire g1 | 8 |
| 7 | Tour noire sur case blanche a8 · Dame noire sur case noire d8 · Roi noir sur case noire h8 · Pion noir sur case noire a7 · Cavalier noir sur case blanche b7 · Fou noir sur case noire e7 · Pion noir sur case blanche f7 · Tour noire sur case noire g7 · Pion noir sur case blanche h7 · Pion noir sur case blanche e6 · Cavalier blanc sur case noire f6 · Pion noir sur case blanche g6 · Pion noir sur case noire c5 · Pion blanc sur case noire e5 · Fou noir sur case blanche f5 · Dame blanche sur case noire g5 · Pion noir sur case noire d4 · Pion blanc sur case noire f4 · Cavalier blanc sur case blanche f3 · Tour blanche sur case noire g3 · Pion blanc sur case blanche a2 · Pion blanc sur case noire b2 · Pion blanc sur case blanche c2 · Pion blanc sur case blanche g2 · Pion blanc sur case noire h2 · Fou blanc sur case noire c1 · Tour blanche sur case blanche f1 · Roi blanc sur case noire g1 | Tour noire sur case blanche a8 · Dame noire sur case noire d8 · Roi noir sur case noire h8 · Pion noir sur case noire a7 · Cavalier noir sur case blanche b7 · Fou noir sur case noire e7 · Pion noir sur case blanche f7 · Tour noire sur case noire g7 · Pion noir sur case blanche h7 · Pion noir sur case blanche e6 · Cavalier blanc sur case noire f6 · Pion noir sur case blanche g6 · Pion noir sur case noire c5 · Pion blanc sur case noire e5 · Fou noir sur case blanche f5 · Dame blanche sur case noire g5 · Pion noir sur case noire d4 · Pion blanc sur case noire f4 · Cavalier blanc sur case blanche f3 · Tour blanche sur case noire g3 · Pion blanc sur case blanche a2 · Pion blanc sur case noire b2 · Pion blanc sur case blanche c2 · Pion blanc sur case blanche g2 · Pion blanc sur case noire h2 · Fou blanc sur case noire c1 · Tour blanche sur case blanche f1 · Roi blanc sur case noire g1 | Tour noire sur case blanche a8 · Dame noire sur case noire d8 · Roi noir sur case noire h8 · Pion noir sur case noire a7 · Cavalier noir sur case blanche b7 · Fou noir sur case noire e7 · Pion noir sur case blanche f7 · Tour noire sur case noire g7 · Pion noir sur case blanche h7 · Pion noir sur case blanche e6 · Cavalier blanc sur case noire f6 · Pion noir sur case blanche g6 · Pion noir sur case noire c5 · Pion blanc sur case noire e5 · Fou noir sur case blanche f5 · Dame blanche sur case noire g5 · Pion noir sur case noire d4 · Pion blanc sur case noire f4 · Cavalier blanc sur case blanche f3 · Tour blanche sur case noire g3 · Pion blanc sur case blanche a2 · Pion blanc sur case noire b2 · Pion blanc sur case blanche c2 · Pion blanc sur case blanche g2 · Pion blanc sur case noire h2 · Fou blanc sur case noire c1 · Tour blanche sur case blanche f1 · Roi blanc sur case noire g1 | Tour noire sur case blanche a8 · Dame noire sur case noire d8 · Roi noir sur case noire h8 · Pion noir sur case noire a7 · Cavalier noir sur case blanche b7 · Fou noir sur case noire e7 · Pion noir sur case blanche f7 · Tour noire sur case noire g7 · Pion noir sur case blanche h7 · Pion noir sur case blanche e6 · Cavalier blanc sur case noire f6 · Pion noir sur case blanche g6 · Pion noir sur case noire c5 · Pion blanc sur case noire e5 · Fou noir sur case blanche f5 · Dame blanche sur case noire g5 · Pion noir sur case noire d4 · Pion blanc sur case noire f4 · Cavalier blanc sur case blanche f3 · Tour blanche sur case noire g3 · Pion blanc sur case blanche a2 · Pion blanc sur case noire b2 · Pion blanc sur case blanche c2 · Pion blanc sur case blanche g2 · Pion blanc sur case noire h2 · Fou blanc sur case noire c1 · Tour blanche sur case blanche f1 · Roi blanc sur case noire g1 | Tour noire sur case blanche a8 · Dame noire sur case noire d8 · Roi noir sur case noire h8 · Pion noir sur case noire a7 · Cavalier noir sur case blanche b7 · Fou noir sur case noire e7 · Pion noir sur case blanche f7 · Tour noire sur case noire g7 · Pion noir sur case blanche h7 · Pion noir sur case blanche e6 · Cavalier blanc sur case noire f6 · Pion noir sur case blanche g6 · Pion noir sur case noire c5 · Pion blanc sur case noire e5 · Fou noir sur case blanche f5 · Dame blanche sur case noire g5 · Pion noir sur case noire d4 · Pion blanc sur case noire f4 · Cavalier blanc sur case blanche f3 · Tour blanche sur case noire g3 · Pion blanc sur case blanche a2 · Pion blanc sur case noire b2 · Pion blanc sur case blanche c2 · Pion blanc sur case blanche g2 · Pion blanc sur case noire h2 · Fou blanc sur case noire c1 · Tour blanche sur case blanche f1 · Roi blanc sur case noire g1 | Tour noire sur case blanche a8 · Dame noire sur case noire d8 · Roi noir sur case noire h8 · Pion noir sur case noire a7 · Cavalier noir sur case blanche b7 · Fou noir sur case noire e7 · Pion noir sur case blanche f7 · Tour noire sur case noire g7 · Pion noir sur case blanche h7 · Pion noir sur case blanche e6 · Cavalier blanc sur case noire f6 · Pion noir sur case blanche g6 · Pion noir sur case noire c5 · Pion blanc sur case noire e5 · Fou noir sur case blanche f5 · Dame blanche sur case noire g5 · Pion noir sur case noire d4 · Pion blanc sur case noire f4 · Cavalier blanc sur case blanche f3 · Tour blanche sur case noire g3 · Pion blanc sur case blanche a2 · Pion blanc sur case noire b2 · Pion blanc sur case blanche c2 · Pion blanc sur case blanche g2 · Pion blanc sur case noire h2 · Fou blanc sur case noire c1 · Tour blanche sur case blanche f1 · Roi blanc sur case noire g1 | Tour noire sur case blanche a8 · Dame noire sur case noire d8 · Roi noir sur case noire h8 · Pion noir sur case noire a7 · Cavalier noir sur case blanche b7 · Fou noir sur case noire e7 · Pion noir sur case blanche f7 · Tour noire sur case noire g7 · Pion noir sur case blanche h7 · Pion noir sur case blanche e6 · Cavalier blanc sur case noire f6 · Pion noir sur case blanche g6 · Pion noir sur case noire c5 · Pion blanc sur case noire e5 · Fou noir sur case blanche f5 · Dame blanche sur case noire g5 · Pion noir sur case noire d4 · Pion blanc sur case noire f4 · Cavalier blanc sur case blanche f3 · Tour blanche sur case noire g3 · Pion blanc sur case blanche a2 · Pion blanc sur case noire b2 · Pion blanc sur case blanche c2 · Pion blanc sur case blanche g2 · Pion blanc sur case noire h2 · Fou blanc sur case noire c1 · Tour blanche sur case blanche f1 · Roi blanc sur case noire g1 | Tour noire sur case blanche a8 · Dame noire sur case noire d8 · Roi noir sur case noire h8 · Pion noir sur case noire a7 · Cavalier noir sur case blanche b7 · Fou noir sur case noire e7 · Pion noir sur case blanche f7 · Tour noire sur case noire g7 · Pion noir sur case blanche h7 · Pion noir sur case blanche e6 · Cavalier blanc sur case noire f6 · Pion noir sur case blanche g6 · Pion noir sur case noire c5 · Pion blanc sur case noire e5 · Fou noir sur case blanche f5 · Dame blanche sur case noire g5 · Pion noir sur case noire d4 · Pion blanc sur case noire f4 · Cavalier blanc sur case blanche f3 · Tour blanche sur case noire g3 · Pion blanc sur case blanche a2 · Pion blanc sur case noire b2 · Pion blanc sur case blanche c2 · Pion blanc sur case blanche g2 · Pion blanc sur case noire h2 · Fou blanc sur case noire c1 · Tour blanche sur case blanche f1 · Roi blanc sur case noire g1 | 7 |
| 6 | Tour noire sur case blanche a8 · Dame noire sur case noire d8 · Roi noir sur case noire h8 · Pion noir sur case noire a7 · Cavalier noir sur case blanche b7 · Fou noir sur case noire e7 · Pion noir sur case blanche f7 · Tour noire sur case noire g7 · Pion noir sur case blanche h7 · Pion noir sur case blanche e6 · Cavalier blanc sur case noire f6 · Pion noir sur case blanche g6 · Pion noir sur case noire c5 · Pion blanc sur case noire e5 · Fou noir sur case blanche f5 · Dame blanche sur case noire g5 · Pion noir sur case noire d4 · Pion blanc sur case noire f4 · Cavalier blanc sur case blanche f3 · Tour blanche sur case noire g3 · Pion blanc sur case blanche a2 · Pion blanc sur case noire b2 · Pion blanc sur case blanche c2 · Pion blanc sur case blanche g2 · Pion blanc sur case noire h2 · Fou blanc sur case noire c1 · Tour blanche sur case blanche f1 · Roi blanc sur case noire g1 | Tour noire sur case blanche a8 · Dame noire sur case noire d8 · Roi noir sur case noire h8 · Pion noir sur case noire a7 · Cavalier noir sur case blanche b7 · Fou noir sur case noire e7 · Pion noir sur case blanche f7 · Tour noire sur case noire g7 · Pion noir sur case blanche h7 · Pion noir sur case blanche e6 · Cavalier blanc sur case noire f6 · Pion noir sur case blanche g6 · Pion noir sur case noire c5 · Pion blanc sur case noire e5 · Fou noir sur case blanche f5 · Dame blanche sur case noire g5 · Pion noir sur case noire d4 · Pion blanc sur case noire f4 · Cavalier blanc sur case blanche f3 · Tour blanche sur case noire g3 · Pion blanc sur case blanche a2 · Pion blanc sur case noire b2 · Pion blanc sur case blanche c2 · Pion blanc sur case blanche g2 · Pion blanc sur case noire h2 · Fou blanc sur case noire c1 · Tour blanche sur case blanche f1 · Roi blanc sur case noire g1 | Tour noire sur case blanche a8 · Dame noire sur case noire d8 · Roi noir sur case noire h8 · Pion noir sur case noire a7 · Cavalier noir sur case blanche b7 · Fou noir sur case noire e7 · Pion noir sur case blanche f7 · Tour noire sur case noire g7 · Pion noir sur case blanche h7 · Pion noir sur case blanche e6 · Cavalier blanc sur case noire f6 · Pion noir sur case blanche g6 · Pion noir sur case noire c5 · Pion blanc sur case noire e5 · Fou noir sur case blanche f5 · Dame blanche sur case noire g5 · Pion noir sur case noire d4 · Pion blanc sur case noire f4 · Cavalier blanc sur case blanche f3 · Tour blanche sur case noire g3 · Pion blanc sur case blanche a2 · Pion blanc sur case noire b2 · Pion blanc sur case blanche c2 · Pion blanc sur case blanche g2 · Pion blanc sur case noire h2 · Fou blanc sur case noire c1 · Tour blanche sur case blanche f1 · Roi blanc sur case noire g1 | Tour noire sur case blanche a8 · Dame noire sur case noire d8 · Roi noir sur case noire h8 · Pion noir sur case noire a7 · Cavalier noir sur case blanche b7 · Fou noir sur case noire e7 · Pion noir sur case blanche f7 · Tour noire sur case noire g7 · Pion noir sur case blanche h7 · Pion noir sur case blanche e6 · Cavalier blanc sur case noire f6 · Pion noir sur case blanche g6 · Pion noir sur case noire c5 · Pion blanc sur case noire e5 · Fou noir sur case blanche f5 · Dame blanche sur case noire g5 · Pion noir sur case noire d4 · Pion blanc sur case noire f4 · Cavalier blanc sur case blanche f3 · Tour blanche sur case noire g3 · Pion blanc sur case blanche a2 · Pion blanc sur case noire b2 · Pion blanc sur case blanche c2 · Pion blanc sur case blanche g2 · Pion blanc sur case noire h2 · Fou blanc sur case noire c1 · Tour blanche sur case blanche f1 · Roi blanc sur case noire g1 | Tour noire sur case blanche a8 · Dame noire sur case noire d8 · Roi noir sur case noire h8 · Pion noir sur case noire a7 · Cavalier noir sur case blanche b7 · Fou noir sur case noire e7 · Pion noir sur case blanche f7 · Tour noire sur case noire g7 · Pion noir sur case blanche h7 · Pion noir sur case blanche e6 · Cavalier blanc sur case noire f6 · Pion noir sur case blanche g6 · Pion noir sur case noire c5 · Pion blanc sur case noire e5 · Fou noir sur case blanche f5 · Dame blanche sur case noire g5 · Pion noir sur case noire d4 · Pion blanc sur case noire f4 · Cavalier blanc sur case blanche f3 · Tour blanche sur case noire g3 · Pion blanc sur case blanche a2 · Pion blanc sur case noire b2 · Pion blanc sur case blanche c2 · Pion blanc sur case blanche g2 · Pion blanc sur case noire h2 · Fou blanc sur case noire c1 · Tour blanche sur case blanche f1 · Roi blanc sur case noire g1 | Tour noire sur case blanche a8 · Dame noire sur case noire d8 · Roi noir sur case noire h8 · Pion noir sur case noire a7 · Cavalier noir sur case blanche b7 · Fou noir sur case noire e7 · Pion noir sur case blanche f7 · Tour noire sur case noire g7 · Pion noir sur case blanche h7 · Pion noir sur case blanche e6 · Cavalier blanc sur case noire f6 · Pion noir sur case blanche g6 · Pion noir sur case noire c5 · Pion blanc sur case noire e5 · Fou noir sur case blanche f5 · Dame blanche sur case noire g5 · Pion noir sur case noire d4 · Pion blanc sur case noire f4 · Cavalier blanc sur case blanche f3 · Tour blanche sur case noire g3 · Pion blanc sur case blanche a2 · Pion blanc sur case noire b2 · Pion blanc sur case blanche c2 · Pion blanc sur case blanche g2 · Pion blanc sur case noire h2 · Fou blanc sur case noire c1 · Tour blanche sur case blanche f1 · Roi blanc sur case noire g1 | Tour noire sur case blanche a8 · Dame noire sur case noire d8 · Roi noir sur case noire h8 · Pion noir sur case noire a7 · Cavalier noir sur case blanche b7 · Fou noir sur case noire e7 · Pion noir sur case blanche f7 · Tour noire sur case noire g7 · Pion noir sur case blanche h7 · Pion noir sur case blanche e6 · Cavalier blanc sur case noire f6 · Pion noir sur case blanche g6 · Pion noir sur case noire c5 · Pion blanc sur case noire e5 · Fou noir sur case blanche f5 · Dame blanche sur case noire g5 · Pion noir sur case noire d4 · Pion blanc sur case noire f4 · Cavalier blanc sur case blanche f3 · Tour blanche sur case noire g3 · Pion blanc sur case blanche a2 · Pion blanc sur case noire b2 · Pion blanc sur case blanche c2 · Pion blanc sur case blanche g2 · Pion blanc sur case noire h2 · Fou blanc sur case noire c1 · Tour blanche sur case blanche f1 · Roi blanc sur case noire g1 | Tour noire sur case blanche a8 · Dame noire sur case noire d8 · Roi noir sur case noire h8 · Pion noir sur case noire a7 · Cavalier noir sur case blanche b7 · Fou noir sur case noire e7 · Pion noir sur case blanche f7 · Tour noire sur case noire g7 · Pion noir sur case blanche h7 · Pion noir sur case blanche e6 · Cavalier blanc sur case noire f6 · Pion noir sur case blanche g6 · Pion noir sur case noire c5 · Pion blanc sur case noire e5 · Fou noir sur case blanche f5 · Dame blanche sur case noire g5 · Pion noir sur case noire d4 · Pion blanc sur case noire f4 · Cavalier blanc sur case blanche f3 · Tour blanche sur case noire g3 · Pion blanc sur case blanche a2 · Pion blanc sur case noire b2 · Pion blanc sur case blanche c2 · Pion blanc sur case blanche g2 · Pion blanc sur case noire h2 · Fou blanc sur case noire c1 · Tour blanche sur case blanche f1 · Roi blanc sur case noire g1 | 6 |
| 5 | Tour noire sur case blanche a8 · Dame noire sur case noire d8 · Roi noir sur case noire h8 · Pion noir sur case noire a7 · Cavalier noir sur case blanche b7 · Fou noir sur case noire e7 · Pion noir sur case blanche f7 · Tour noire sur case noire g7 · Pion noir sur case blanche h7 · Pion noir sur case blanche e6 · Cavalier blanc sur case noire f6 · Pion noir sur case blanche g6 · Pion noir sur case noire c5 · Pion blanc sur case noire e5 · Fou noir sur case blanche f5 · Dame blanche sur case noire g5 · Pion noir sur case noire d4 · Pion blanc sur case noire f4 · Cavalier blanc sur case blanche f3 · Tour blanche sur case noire g3 · Pion blanc sur case blanche a2 · Pion blanc sur case noire b2 · Pion blanc sur case blanche c2 · Pion blanc sur case blanche g2 · Pion blanc sur case noire h2 · Fou blanc sur case noire c1 · Tour blanche sur case blanche f1 · Roi blanc sur case noire g1 | Tour noire sur case blanche a8 · Dame noire sur case noire d8 · Roi noir sur case noire h8 · Pion noir sur case noire a7 · Cavalier noir sur case blanche b7 · Fou noir sur case noire e7 · Pion noir sur case blanche f7 · Tour noire sur case noire g7 · Pion noir sur case blanche h7 · Pion noir sur case blanche e6 · Cavalier blanc sur case noire f6 · Pion noir sur case blanche g6 · Pion noir sur case noire c5 · Pion blanc sur case noire e5 · Fou noir sur case blanche f5 · Dame blanche sur case noire g5 · Pion noir sur case noire d4 · Pion blanc sur case noire f4 · Cavalier blanc sur case blanche f3 · Tour blanche sur case noire g3 · Pion blanc sur case blanche a2 · Pion blanc sur case noire b2 · Pion blanc sur case blanche c2 · Pion blanc sur case blanche g2 · Pion blanc sur case noire h2 · Fou blanc sur case noire c1 · Tour blanche sur case blanche f1 · Roi blanc sur case noire g1 | Tour noire sur case blanche a8 · Dame noire sur case noire d8 · Roi noir sur case noire h8 · Pion noir sur case noire a7 · Cavalier noir sur case blanche b7 · Fou noir sur case noire e7 · Pion noir sur case blanche f7 · Tour noire sur case noire g7 · Pion noir sur case blanche h7 · Pion noir sur case blanche e6 · Cavalier blanc sur case noire f6 · Pion noir sur case blanche g6 · Pion noir sur case noire c5 · Pion blanc sur case noire e5 · Fou noir sur case blanche f5 · Dame blanche sur case noire g5 · Pion noir sur case noire d4 · Pion blanc sur case noire f4 · Cavalier blanc sur case blanche f3 · Tour blanche sur case noire g3 · Pion blanc sur case blanche a2 · Pion blanc sur case noire b2 · Pion blanc sur case blanche c2 · Pion blanc sur case blanche g2 · Pion blanc sur case noire h2 · Fou blanc sur case noire c1 · Tour blanche sur case blanche f1 · Roi blanc sur case noire g1 | Tour noire sur case blanche a8 · Dame noire sur case noire d8 · Roi noir sur case noire h8 · Pion noir sur case noire a7 · Cavalier noir sur case blanche b7 · Fou noir sur case noire e7 · Pion noir sur case blanche f7 · Tour noire sur case noire g7 · Pion noir sur case blanche h7 · Pion noir sur case blanche e6 · Cavalier blanc sur case noire f6 · Pion noir sur case blanche g6 · Pion noir sur case noire c5 · Pion blanc sur case noire e5 · Fou noir sur case blanche f5 · Dame blanche sur case noire g5 · Pion noir sur case noire d4 · Pion blanc sur case noire f4 · Cavalier blanc sur case blanche f3 · Tour blanche sur case noire g3 · Pion blanc sur case blanche a2 · Pion blanc sur case noire b2 · Pion blanc sur case blanche c2 · Pion blanc sur case blanche g2 · Pion blanc sur case noire h2 · Fou blanc sur case noire c1 · Tour blanche sur case blanche f1 · Roi blanc sur case noire g1 | Tour noire sur case blanche a8 · Dame noire sur case noire d8 · Roi noir sur case noire h8 · Pion noir sur case noire a7 · Cavalier noir sur case blanche b7 · Fou noir sur case noire e7 · Pion noir sur case blanche f7 · Tour noire sur case noire g7 · Pion noir sur case blanche h7 · Pion noir sur case blanche e6 · Cavalier blanc sur case noire f6 · Pion noir sur case blanche g6 · Pion noir sur case noire c5 · Pion blanc sur case noire e5 · Fou noir sur case blanche f5 · Dame blanche sur case noire g5 · Pion noir sur case noire d4 · Pion blanc sur case noire f4 · Cavalier blanc sur case blanche f3 · Tour blanche sur case noire g3 · Pion blanc sur case blanche a2 · Pion blanc sur case noire b2 · Pion blanc sur case blanche c2 · Pion blanc sur case blanche g2 · Pion blanc sur case noire h2 · Fou blanc sur case noire c1 · Tour blanche sur case blanche f1 · Roi blanc sur case noire g1 | Tour noire sur case blanche a8 · Dame noire sur case noire d8 · Roi noir sur case noire h8 · Pion noir sur case noire a7 · Cavalier noir sur case blanche b7 · Fou noir sur case noire e7 · Pion noir sur case blanche f7 · Tour noire sur case noire g7 · Pion noir sur case blanche h7 · Pion noir sur case blanche e6 · Cavalier blanc sur case noire f6 · Pion noir sur case blanche g6 · Pion noir sur case noire c5 · Pion blanc sur case noire e5 · Fou noir sur case blanche f5 · Dame blanche sur case noire g5 · Pion noir sur case noire d4 · Pion blanc sur case noire f4 · Cavalier blanc sur case blanche f3 · Tour blanche sur case noire g3 · Pion blanc sur case blanche a2 · Pion blanc sur case noire b2 · Pion blanc sur case blanche c2 · Pion blanc sur case blanche g2 · Pion blanc sur case noire h2 · Fou blanc sur case noire c1 · Tour blanche sur case blanche f1 · Roi blanc sur case noire g1 | Tour noire sur case blanche a8 · Dame noire sur case noire d8 · Roi noir sur case noire h8 · Pion noir sur case noire a7 · Cavalier noir sur case blanche b7 · Fou noir sur case noire e7 · Pion noir sur case blanche f7 · Tour noire sur case noire g7 · Pion noir sur case blanche h7 · Pion noir sur case blanche e6 · Cavalier blanc sur case noire f6 · Pion noir sur case blanche g6 · Pion noir sur case noire c5 · Pion blanc sur case noire e5 · Fou noir sur case blanche f5 · Dame blanche sur case noire g5 · Pion noir sur case noire d4 · Pion blanc sur case noire f4 · Cavalier blanc sur case blanche f3 · Tour blanche sur case noire g3 · Pion blanc sur case blanche a2 · Pion blanc sur case noire b2 · Pion blanc sur case blanche c2 · Pion blanc sur case blanche g2 · Pion blanc sur case noire h2 · Fou blanc sur case noire c1 · Tour blanche sur case blanche f1 · Roi blanc sur case noire g1 | Tour noire sur case blanche a8 · Dame noire sur case noire d8 · Roi noir sur case noire h8 · Pion noir sur case noire a7 · Cavalier noir sur case blanche b7 · Fou noir sur case noire e7 · Pion noir sur case blanche f7 · Tour noire sur case noire g7 · Pion noir sur case blanche h7 · Pion noir sur case blanche e6 · Cavalier blanc sur case noire f6 · Pion noir sur case blanche g6 · Pion noir sur case noire c5 · Pion blanc sur case noire e5 · Fou noir sur case blanche f5 · Dame blanche sur case noire g5 · Pion noir sur case noire d4 · Pion blanc sur case noire f4 · Cavalier blanc sur case blanche f3 · Tour blanche sur case noire g3 · Pion blanc sur case blanche a2 · Pion blanc sur case noire b2 · Pion blanc sur case blanche c2 · Pion blanc sur case blanche g2 · Pion blanc sur case noire h2 · Fou blanc sur case noire c1 · Tour blanche sur case blanche f1 · Roi blanc sur case noire g1 | 5 |
| 4 | Tour noire sur case blanche a8 · Dame noire sur case noire d8 · Roi noir sur case noire h8 · Pion noir sur case noire a7 · Cavalier noir sur case blanche b7 · Fou noir sur case noire e7 · Pion noir sur case blanche f7 · Tour noire sur case noire g7 · Pion noir sur case blanche h7 · Pion noir sur case blanche e6 · Cavalier blanc sur case noire f6 · Pion noir sur case blanche g6 · Pion noir sur case noire c5 · Pion blanc sur case noire e5 · Fou noir sur case blanche f5 · Dame blanche sur case noire g5 · Pion noir sur case noire d4 · Pion blanc sur case noire f4 · Cavalier blanc sur case blanche f3 · Tour blanche sur case noire g3 · Pion blanc sur case blanche a2 · Pion blanc sur case noire b2 · Pion blanc sur case blanche c2 · Pion blanc sur case blanche g2 · Pion blanc sur case noire h2 · Fou blanc sur case noire c1 · Tour blanche sur case blanche f1 · Roi blanc sur case noire g1 | Tour noire sur case blanche a8 · Dame noire sur case noire d8 · Roi noir sur case noire h8 · Pion noir sur case noire a7 · Cavalier noir sur case blanche b7 · Fou noir sur case noire e7 · Pion noir sur case blanche f7 · Tour noire sur case noire g7 · Pion noir sur case blanche h7 · Pion noir sur case blanche e6 · Cavalier blanc sur case noire f6 · Pion noir sur case blanche g6 · Pion noir sur case noire c5 · Pion blanc sur case noire e5 · Fou noir sur case blanche f5 · Dame blanche sur case noire g5 · Pion noir sur case noire d4 · Pion blanc sur case noire f4 · Cavalier blanc sur case blanche f3 · Tour blanche sur case noire g3 · Pion blanc sur case blanche a2 · Pion blanc sur case noire b2 · Pion blanc sur case blanche c2 · Pion blanc sur case blanche g2 · Pion blanc sur case noire h2 · Fou blanc sur case noire c1 · Tour blanche sur case blanche f1 · Roi blanc sur case noire g1 | Tour noire sur case blanche a8 · Dame noire sur case noire d8 · Roi noir sur case noire h8 · Pion noir sur case noire a7 · Cavalier noir sur case blanche b7 · Fou noir sur case noire e7 · Pion noir sur case blanche f7 · Tour noire sur case noire g7 · Pion noir sur case blanche h7 · Pion noir sur case blanche e6 · Cavalier blanc sur case noire f6 · Pion noir sur case blanche g6 · Pion noir sur case noire c5 · Pion blanc sur case noire e5 · Fou noir sur case blanche f5 · Dame blanche sur case noire g5 · Pion noir sur case noire d4 · Pion blanc sur case noire f4 · Cavalier blanc sur case blanche f3 · Tour blanche sur case noire g3 · Pion blanc sur case blanche a2 · Pion blanc sur case noire b2 · Pion blanc sur case blanche c2 · Pion blanc sur case blanche g2 · Pion blanc sur case noire h2 · Fou blanc sur case noire c1 · Tour blanche sur case blanche f1 · Roi blanc sur case noire g1 | Tour noire sur case blanche a8 · Dame noire sur case noire d8 · Roi noir sur case noire h8 · Pion noir sur case noire a7 · Cavalier noir sur case blanche b7 · Fou noir sur case noire e7 · Pion noir sur case blanche f7 · Tour noire sur case noire g7 · Pion noir sur case blanche h7 · Pion noir sur case blanche e6 · Cavalier blanc sur case noire f6 · Pion noir sur case blanche g6 · Pion noir sur case noire c5 · Pion blanc sur case noire e5 · Fou noir sur case blanche f5 · Dame blanche sur case noire g5 · Pion noir sur case noire d4 · Pion blanc sur case noire f4 · Cavalier blanc sur case blanche f3 · Tour blanche sur case noire g3 · Pion blanc sur case blanche a2 · Pion blanc sur case noire b2 · Pion blanc sur case blanche c2 · Pion blanc sur case blanche g2 · Pion blanc sur case noire h2 · Fou blanc sur case noire c1 · Tour blanche sur case blanche f1 · Roi blanc sur case noire g1 | Tour noire sur case blanche a8 · Dame noire sur case noire d8 · Roi noir sur case noire h8 · Pion noir sur case noire a7 · Cavalier noir sur case blanche b7 · Fou noir sur case noire e7 · Pion noir sur case blanche f7 · Tour noire sur case noire g7 · Pion noir sur case blanche h7 · Pion noir sur case blanche e6 · Cavalier blanc sur case noire f6 · Pion noir sur case blanche g6 · Pion noir sur case noire c5 · Pion blanc sur case noire e5 · Fou noir sur case blanche f5 · Dame blanche sur case noire g5 · Pion noir sur case noire d4 · Pion blanc sur case noire f4 · Cavalier blanc sur case blanche f3 · Tour blanche sur case noire g3 · Pion blanc sur case blanche a2 · Pion blanc sur case noire b2 · Pion blanc sur case blanche c2 · Pion blanc sur case blanche g2 · Pion blanc sur case noire h2 · Fou blanc sur case noire c1 · Tour blanche sur case blanche f1 · Roi blanc sur case noire g1 | Tour noire sur case blanche a8 · Dame noire sur case noire d8 · Roi noir sur case noire h8 · Pion noir sur case noire a7 · Cavalier noir sur case blanche b7 · Fou noir sur case noire e7 · Pion noir sur case blanche f7 · Tour noire sur case noire g7 · Pion noir sur case blanche h7 · Pion noir sur case blanche e6 · Cavalier blanc sur case noire f6 · Pion noir sur case blanche g6 · Pion noir sur case noire c5 · Pion blanc sur case noire e5 · Fou noir sur case blanche f5 · Dame blanche sur case noire g5 · Pion noir sur case noire d4 · Pion blanc sur case noire f4 · Cavalier blanc sur case blanche f3 · Tour blanche sur case noire g3 · Pion blanc sur case blanche a2 · Pion blanc sur case noire b2 · Pion blanc sur case blanche c2 · Pion blanc sur case blanche g2 · Pion blanc sur case noire h2 · Fou blanc sur case noire c1 · Tour blanche sur case blanche f1 · Roi blanc sur case noire g1 | Tour noire sur case blanche a8 · Dame noire sur case noire d8 · Roi noir sur case noire h8 · Pion noir sur case noire a7 · Cavalier noir sur case blanche b7 · Fou noir sur case noire e7 · Pion noir sur case blanche f7 · Tour noire sur case noire g7 · Pion noir sur case blanche h7 · Pion noir sur case blanche e6 · Cavalier blanc sur case noire f6 · Pion noir sur case blanche g6 · Pion noir sur case noire c5 · Pion blanc sur case noire e5 · Fou noir sur case blanche f5 · Dame blanche sur case noire g5 · Pion noir sur case noire d4 · Pion blanc sur case noire f4 · Cavalier blanc sur case blanche f3 · Tour blanche sur case noire g3 · Pion blanc sur case blanche a2 · Pion blanc sur case noire b2 · Pion blanc sur case blanche c2 · Pion blanc sur case blanche g2 · Pion blanc sur case noire h2 · Fou blanc sur case noire c1 · Tour blanche sur case blanche f1 · Roi blanc sur case noire g1 | Tour noire sur case blanche a8 · Dame noire sur case noire d8 · Roi noir sur case noire h8 · Pion noir sur case noire a7 · Cavalier noir sur case blanche b7 · Fou noir sur case noire e7 · Pion noir sur case blanche f7 · Tour noire sur case noire g7 · Pion noir sur case blanche h7 · Pion noir sur case blanche e6 · Cavalier blanc sur case noire f6 · Pion noir sur case blanche g6 · Pion noir sur case noire c5 · Pion blanc sur case noire e5 · Fou noir sur case blanche f5 · Dame blanche sur case noire g5 · Pion noir sur case noire d4 · Pion blanc sur case noire f4 · Cavalier blanc sur case blanche f3 · Tour blanche sur case noire g3 · Pion blanc sur case blanche a2 · Pion blanc sur case noire b2 · Pion blanc sur case blanche c2 · Pion blanc sur case blanche g2 · Pion blanc sur case noire h2 · Fou blanc sur case noire c1 · Tour blanche sur case blanche f1 · Roi blanc sur case noire g1 | 4 |
| 3 | Tour noire sur case blanche a8 · Dame noire sur case noire d8 · Roi noir sur case noire h8 · Pion noir sur case noire a7 · Cavalier noir sur case blanche b7 · Fou noir sur case noire e7 · Pion noir sur case blanche f7 · Tour noire sur case noire g7 · Pion noir sur case blanche h7 · Pion noir sur case blanche e6 · Cavalier blanc sur case noire f6 · Pion noir sur case blanche g6 · Pion noir sur case noire c5 · Pion blanc sur case noire e5 · Fou noir sur case blanche f5 · Dame blanche sur case noire g5 · Pion noir sur case noire d4 · Pion blanc sur case noire f4 · Cavalier blanc sur case blanche f3 · Tour blanche sur case noire g3 · Pion blanc sur case blanche a2 · Pion blanc sur case noire b2 · Pion blanc sur case blanche c2 · Pion blanc sur case blanche g2 · Pion blanc sur case noire h2 · Fou blanc sur case noire c1 · Tour blanche sur case blanche f1 · Roi blanc sur case noire g1 | Tour noire sur case blanche a8 · Dame noire sur case noire d8 · Roi noir sur case noire h8 · Pion noir sur case noire a7 · Cavalier noir sur case blanche b7 · Fou noir sur case noire e7 · Pion noir sur case blanche f7 · Tour noire sur case noire g7 · Pion noir sur case blanche h7 · Pion noir sur case blanche e6 · Cavalier blanc sur case noire f6 · Pion noir sur case blanche g6 · Pion noir sur case noire c5 · Pion blanc sur case noire e5 · Fou noir sur case blanche f5 · Dame blanche sur case noire g5 · Pion noir sur case noire d4 · Pion blanc sur case noire f4 · Cavalier blanc sur case blanche f3 · Tour blanche sur case noire g3 · Pion blanc sur case blanche a2 · Pion blanc sur case noire b2 · Pion blanc sur case blanche c2 · Pion blanc sur case blanche g2 · Pion blanc sur case noire h2 · Fou blanc sur case noire c1 · Tour blanche sur case blanche f1 · Roi blanc sur case noire g1 | Tour noire sur case blanche a8 · Dame noire sur case noire d8 · Roi noir sur case noire h8 · Pion noir sur case noire a7 · Cavalier noir sur case blanche b7 · Fou noir sur case noire e7 · Pion noir sur case blanche f7 · Tour noire sur case noire g7 · Pion noir sur case blanche h7 · Pion noir sur case blanche e6 · Cavalier blanc sur case noire f6 · Pion noir sur case blanche g6 · Pion noir sur case noire c5 · Pion blanc sur case noire e5 · Fou noir sur case blanche f5 · Dame blanche sur case noire g5 · Pion noir sur case noire d4 · Pion blanc sur case noire f4 · Cavalier blanc sur case blanche f3 · Tour blanche sur case noire g3 · Pion blanc sur case blanche a2 · Pion blanc sur case noire b2 · Pion blanc sur case blanche c2 · Pion blanc sur case blanche g2 · Pion blanc sur case noire h2 · Fou blanc sur case noire c1 · Tour blanche sur case blanche f1 · Roi blanc sur case noire g1 | Tour noire sur case blanche a8 · Dame noire sur case noire d8 · Roi noir sur case noire h8 · Pion noir sur case noire a7 · Cavalier noir sur case blanche b7 · Fou noir sur case noire e7 · Pion noir sur case blanche f7 · Tour noire sur case noire g7 · Pion noir sur case blanche h7 · Pion noir sur case blanche e6 · Cavalier blanc sur case noire f6 · Pion noir sur case blanche g6 · Pion noir sur case noire c5 · Pion blanc sur case noire e5 · Fou noir sur case blanche f5 · Dame blanche sur case noire g5 · Pion noir sur case noire d4 · Pion blanc sur case noire f4 · Cavalier blanc sur case blanche f3 · Tour blanche sur case noire g3 · Pion blanc sur case blanche a2 · Pion blanc sur case noire b2 · Pion blanc sur case blanche c2 · Pion blanc sur case blanche g2 · Pion blanc sur case noire h2 · Fou blanc sur case noire c1 · Tour blanche sur case blanche f1 · Roi blanc sur case noire g1 | Tour noire sur case blanche a8 · Dame noire sur case noire d8 · Roi noir sur case noire h8 · Pion noir sur case noire a7 · Cavalier noir sur case blanche b7 · Fou noir sur case noire e7 · Pion noir sur case blanche f7 · Tour noire sur case noire g7 · Pion noir sur case blanche h7 · Pion noir sur case blanche e6 · Cavalier blanc sur case noire f6 · Pion noir sur case blanche g6 · Pion noir sur case noire c5 · Pion blanc sur case noire e5 · Fou noir sur case blanche f5 · Dame blanche sur case noire g5 · Pion noir sur case noire d4 · Pion blanc sur case noire f4 · Cavalier blanc sur case blanche f3 · Tour blanche sur case noire g3 · Pion blanc sur case blanche a2 · Pion blanc sur case noire b2 · Pion blanc sur case blanche c2 · Pion blanc sur case blanche g2 · Pion blanc sur case noire h2 · Fou blanc sur case noire c1 · Tour blanche sur case blanche f1 · Roi blanc sur case noire g1 | Tour noire sur case blanche a8 · Dame noire sur case noire d8 · Roi noir sur case noire h8 · Pion noir sur case noire a7 · Cavalier noir sur case blanche b7 · Fou noir sur case noire e7 · Pion noir sur case blanche f7 · Tour noire sur case noire g7 · Pion noir sur case blanche h7 · Pion noir sur case blanche e6 · Cavalier blanc sur case noire f6 · Pion noir sur case blanche g6 · Pion noir sur case noire c5 · Pion blanc sur case noire e5 · Fou noir sur case blanche f5 · Dame blanche sur case noire g5 · Pion noir sur case noire d4 · Pion blanc sur case noire f4 · Cavalier blanc sur case blanche f3 · Tour blanche sur case noire g3 · Pion blanc sur case blanche a2 · Pion blanc sur case noire b2 · Pion blanc sur case blanche c2 · Pion blanc sur case blanche g2 · Pion blanc sur case noire h2 · Fou blanc sur case noire c1 · Tour blanche sur case blanche f1 · Roi blanc sur case noire g1 | Tour noire sur case blanche a8 · Dame noire sur case noire d8 · Roi noir sur case noire h8 · Pion noir sur case noire a7 · Cavalier noir sur case blanche b7 · Fou noir sur case noire e7 · Pion noir sur case blanche f7 · Tour noire sur case noire g7 · Pion noir sur case blanche h7 · Pion noir sur case blanche e6 · Cavalier blanc sur case noire f6 · Pion noir sur case blanche g6 · Pion noir sur case noire c5 · Pion blanc sur case noire e5 · Fou noir sur case blanche f5 · Dame blanche sur case noire g5 · Pion noir sur case noire d4 · Pion blanc sur case noire f4 · Cavalier blanc sur case blanche f3 · Tour blanche sur case noire g3 · Pion blanc sur case blanche a2 · Pion blanc sur case noire b2 · Pion blanc sur case blanche c2 · Pion blanc sur case blanche g2 · Pion blanc sur case noire h2 · Fou blanc sur case noire c1 · Tour blanche sur case blanche f1 · Roi blanc sur case noire g1 | Tour noire sur case blanche a8 · Dame noire sur case noire d8 · Roi noir sur case noire h8 · Pion noir sur case noire a7 · Cavalier noir sur case blanche b7 · Fou noir sur case noire e7 · Pion noir sur case blanche f7 · Tour noire sur case noire g7 · Pion noir sur case blanche h7 · Pion noir sur case blanche e6 · Cavalier blanc sur case noire f6 · Pion noir sur case blanche g6 · Pion noir sur case noire c5 · Pion blanc sur case noire e5 · Fou noir sur case blanche f5 · Dame blanche sur case noire g5 · Pion noir sur case noire d4 · Pion blanc sur case noire f4 · Cavalier blanc sur case blanche f3 · Tour blanche sur case noire g3 · Pion blanc sur case blanche a2 · Pion blanc sur case noire b2 · Pion blanc sur case blanche c2 · Pion blanc sur case blanche g2 · Pion blanc sur case noire h2 · Fou blanc sur case noire c1 · Tour blanche sur case blanche f1 · Roi blanc sur case noire g1 | 3 |
| 2 | Tour noire sur case blanche a8 · Dame noire sur case noire d8 · Roi noir sur case noire h8 · Pion noir sur case noire a7 · Cavalier noir sur case blanche b7 · Fou noir sur case noire e7 · Pion noir sur case blanche f7 · Tour noire sur case noire g7 · Pion noir sur case blanche h7 · Pion noir sur case blanche e6 · Cavalier blanc sur case noire f6 · Pion noir sur case blanche g6 · Pion noir sur case noire c5 · Pion blanc sur case noire e5 · Fou noir sur case blanche f5 · Dame blanche sur case noire g5 · Pion noir sur case noire d4 · Pion blanc sur case noire f4 · Cavalier blanc sur case blanche f3 · Tour blanche sur case noire g3 · Pion blanc sur case blanche a2 · Pion blanc sur case noire b2 · Pion blanc sur case blanche c2 · Pion blanc sur case blanche g2 · Pion blanc sur case noire h2 · Fou blanc sur case noire c1 · Tour blanche sur case blanche f1 · Roi blanc sur case noire g1 | Tour noire sur case blanche a8 · Dame noire sur case noire d8 · Roi noir sur case noire h8 · Pion noir sur case noire a7 · Cavalier noir sur case blanche b7 · Fou noir sur case noire e7 · Pion noir sur case blanche f7 · Tour noire sur case noire g7 · Pion noir sur case blanche h7 · Pion noir sur case blanche e6 · Cavalier blanc sur case noire f6 · Pion noir sur case blanche g6 · Pion noir sur case noire c5 · Pion blanc sur case noire e5 · Fou noir sur case blanche f5 · Dame blanche sur case noire g5 · Pion noir sur case noire d4 · Pion blanc sur case noire f4 · Cavalier blanc sur case blanche f3 · Tour blanche sur case noire g3 · Pion blanc sur case blanche a2 · Pion blanc sur case noire b2 · Pion blanc sur case blanche c2 · Pion blanc sur case blanche g2 · Pion blanc sur case noire h2 · Fou blanc sur case noire c1 · Tour blanche sur case blanche f1 · Roi blanc sur case noire g1 | Tour noire sur case blanche a8 · Dame noire sur case noire d8 · Roi noir sur case noire h8 · Pion noir sur case noire a7 · Cavalier noir sur case blanche b7 · Fou noir sur case noire e7 · Pion noir sur case blanche f7 · Tour noire sur case noire g7 · Pion noir sur case blanche h7 · Pion noir sur case blanche e6 · Cavalier blanc sur case noire f6 · Pion noir sur case blanche g6 · Pion noir sur case noire c5 · Pion blanc sur case noire e5 · Fou noir sur case blanche f5 · Dame blanche sur case noire g5 · Pion noir sur case noire d4 · Pion blanc sur case noire f4 · Cavalier blanc sur case blanche f3 · Tour blanche sur case noire g3 · Pion blanc sur case blanche a2 · Pion blanc sur case noire b2 · Pion blanc sur case blanche c2 · Pion blanc sur case blanche g2 · Pion blanc sur case noire h2 · Fou blanc sur case noire c1 · Tour blanche sur case blanche f1 · Roi blanc sur case noire g1 | Tour noire sur case blanche a8 · Dame noire sur case noire d8 · Roi noir sur case noire h8 · Pion noir sur case noire a7 · Cavalier noir sur case blanche b7 · Fou noir sur case noire e7 · Pion noir sur case blanche f7 · Tour noire sur case noire g7 · Pion noir sur case blanche h7 · Pion noir sur case blanche e6 · Cavalier blanc sur case noire f6 · Pion noir sur case blanche g6 · Pion noir sur case noire c5 · Pion blanc sur case noire e5 · Fou noir sur case blanche f5 · Dame blanche sur case noire g5 · Pion noir sur case noire d4 · Pion blanc sur case noire f4 · Cavalier blanc sur case blanche f3 · Tour blanche sur case noire g3 · Pion blanc sur case blanche a2 · Pion blanc sur case noire b2 · Pion blanc sur case blanche c2 · Pion blanc sur case blanche g2 · Pion blanc sur case noire h2 · Fou blanc sur case noire c1 · Tour blanche sur case blanche f1 · Roi blanc sur case noire g1 | Tour noire sur case blanche a8 · Dame noire sur case noire d8 · Roi noir sur case noire h8 · Pion noir sur case noire a7 · Cavalier noir sur case blanche b7 · Fou noir sur case noire e7 · Pion noir sur case blanche f7 · Tour noire sur case noire g7 · Pion noir sur case blanche h7 · Pion noir sur case blanche e6 · Cavalier blanc sur case noire f6 · Pion noir sur case blanche g6 · Pion noir sur case noire c5 · Pion blanc sur case noire e5 · Fou noir sur case blanche f5 · Dame blanche sur case noire g5 · Pion noir sur case noire d4 · Pion blanc sur case noire f4 · Cavalier blanc sur case blanche f3 · Tour blanche sur case noire g3 · Pion blanc sur case blanche a2 · Pion blanc sur case noire b2 · Pion blanc sur case blanche c2 · Pion blanc sur case blanche g2 · Pion blanc sur case noire h2 · Fou blanc sur case noire c1 · Tour blanche sur case blanche f1 · Roi blanc sur case noire g1 | Tour noire sur case blanche a8 · Dame noire sur case noire d8 · Roi noir sur case noire h8 · Pion noir sur case noire a7 · Cavalier noir sur case blanche b7 · Fou noir sur case noire e7 · Pion noir sur case blanche f7 · Tour noire sur case noire g7 · Pion noir sur case blanche h7 · Pion noir sur case blanche e6 · Cavalier blanc sur case noire f6 · Pion noir sur case blanche g6 · Pion noir sur case noire c5 · Pion blanc sur case noire e5 · Fou noir sur case blanche f5 · Dame blanche sur case noire g5 · Pion noir sur case noire d4 · Pion blanc sur case noire f4 · Cavalier blanc sur case blanche f3 · Tour blanche sur case noire g3 · Pion blanc sur case blanche a2 · Pion blanc sur case noire b2 · Pion blanc sur case blanche c2 · Pion blanc sur case blanche g2 · Pion blanc sur case noire h2 · Fou blanc sur case noire c1 · Tour blanche sur case blanche f1 · Roi blanc sur case noire g1 | Tour noire sur case blanche a8 · Dame noire sur case noire d8 · Roi noir sur case noire h8 · Pion noir sur case noire a7 · Cavalier noir sur case blanche b7 · Fou noir sur case noire e7 · Pion noir sur case blanche f7 · Tour noire sur case noire g7 · Pion noir sur case blanche h7 · Pion noir sur case blanche e6 · Cavalier blanc sur case noire f6 · Pion noir sur case blanche g6 · Pion noir sur case noire c5 · Pion blanc sur case noire e5 · Fou noir sur case blanche f5 · Dame blanche sur case noire g5 · Pion noir sur case noire d4 · Pion blanc sur case noire f4 · Cavalier blanc sur case blanche f3 · Tour blanche sur case noire g3 · Pion blanc sur case blanche a2 · Pion blanc sur case noire b2 · Pion blanc sur case blanche c2 · Pion blanc sur case blanche g2 · Pion blanc sur case noire h2 · Fou blanc sur case noire c1 · Tour blanche sur case blanche f1 · Roi blanc sur case noire g1 | Tour noire sur case blanche a8 · Dame noire sur case noire d8 · Roi noir sur case noire h8 · Pion noir sur case noire a7 · Cavalier noir sur case blanche b7 · Fou noir sur case noire e7 · Pion noir sur case blanche f7 · Tour noire sur case noire g7 · Pion noir sur case blanche h7 · Pion noir sur case blanche e6 · Cavalier blanc sur case noire f6 · Pion noir sur case blanche g6 · Pion noir sur case noire c5 · Pion blanc sur case noire e5 · Fou noir sur case blanche f5 · Dame blanche sur case noire g5 · Pion noir sur case noire d4 · Pion blanc sur case noire f4 · Cavalier blanc sur case blanche f3 · Tour blanche sur case noire g3 · Pion blanc sur case blanche a2 · Pion blanc sur case noire b2 · Pion blanc sur case blanche c2 · Pion blanc sur case blanche g2 · Pion blanc sur case noire h2 · Fou blanc sur case noire c1 · Tour blanche sur case blanche f1 · Roi blanc sur case noire g1 | 2 |
| 1 | Tour noire sur case blanche a8 · Dame noire sur case noire d8 · Roi noir sur case noire h8 · Pion noir sur case noire a7 · Cavalier noir sur case blanche b7 · Fou noir sur case noire e7 · Pion noir sur case blanche f7 · Tour noire sur case noire g7 · Pion noir sur case blanche h7 · Pion noir sur case blanche e6 · Cavalier blanc sur case noire f6 · Pion noir sur case blanche g6 · Pion noir sur case noire c5 · Pion blanc sur case noire e5 · Fou noir sur case blanche f5 · Dame blanche sur case noire g5 · Pion noir sur case noire d4 · Pion blanc sur case noire f4 · Cavalier blanc sur case blanche f3 · Tour blanche sur case noire g3 · Pion blanc sur case blanche a2 · Pion blanc sur case noire b2 · Pion blanc sur case blanche c2 · Pion blanc sur case blanche g2 · Pion blanc sur case noire h2 · Fou blanc sur case noire c1 · Tour blanche sur case blanche f1 · Roi blanc sur case noire g1 | Tour noire sur case blanche a8 · Dame noire sur case noire d8 · Roi noir sur case noire h8 · Pion noir sur case noire a7 · Cavalier noir sur case blanche b7 · Fou noir sur case noire e7 · Pion noir sur case blanche f7 · Tour noire sur case noire g7 · Pion noir sur case blanche h7 · Pion noir sur case blanche e6 · Cavalier blanc sur case noire f6 · Pion noir sur case blanche g6 · Pion noir sur case noire c5 · Pion blanc sur case noire e5 · Fou noir sur case blanche f5 · Dame blanche sur case noire g5 · Pion noir sur case noire d4 · Pion blanc sur case noire f4 · Cavalier blanc sur case blanche f3 · Tour blanche sur case noire g3 · Pion blanc sur case blanche a2 · Pion blanc sur case noire b2 · Pion blanc sur case blanche c2 · Pion blanc sur case blanche g2 · Pion blanc sur case noire h2 · Fou blanc sur case noire c1 · Tour blanche sur case blanche f1 · Roi blanc sur case noire g1 | Tour noire sur case blanche a8 · Dame noire sur case noire d8 · Roi noir sur case noire h8 · Pion noir sur case noire a7 · Cavalier noir sur case blanche b7 · Fou noir sur case noire e7 · Pion noir sur case blanche f7 · Tour noire sur case noire g7 · Pion noir sur case blanche h7 · Pion noir sur case blanche e6 · Cavalier blanc sur case noire f6 · Pion noir sur case blanche g6 · Pion noir sur case noire c5 · Pion blanc sur case noire e5 · Fou noir sur case blanche f5 · Dame blanche sur case noire g5 · Pion noir sur case noire d4 · Pion blanc sur case noire f4 · Cavalier blanc sur case blanche f3 · Tour blanche sur case noire g3 · Pion blanc sur case blanche a2 · Pion blanc sur case noire b2 · Pion blanc sur case blanche c2 · Pion blanc sur case blanche g2 · Pion blanc sur case noire h2 · Fou blanc sur case noire c1 · Tour blanche sur case blanche f1 · Roi blanc sur case noire g1 | Tour noire sur case blanche a8 · Dame noire sur case noire d8 · Roi noir sur case noire h8 · Pion noir sur case noire a7 · Cavalier noir sur case blanche b7 · Fou noir sur case noire e7 · Pion noir sur case blanche f7 · Tour noire sur case noire g7 · Pion noir sur case blanche h7 · Pion noir sur case blanche e6 · Cavalier blanc sur case noire f6 · Pion noir sur case blanche g6 · Pion noir sur case noire c5 · Pion blanc sur case noire e5 · Fou noir sur case blanche f5 · Dame blanche sur case noire g5 · Pion noir sur case noire d4 · Pion blanc sur case noire f4 · Cavalier blanc sur case blanche f3 · Tour blanche sur case noire g3 · Pion blanc sur case blanche a2 · Pion blanc sur case noire b2 · Pion blanc sur case blanche c2 · Pion blanc sur case blanche g2 · Pion blanc sur case noire h2 · Fou blanc sur case noire c1 · Tour blanche sur case blanche f1 · Roi blanc sur case noire g1 | Tour noire sur case blanche a8 · Dame noire sur case noire d8 · Roi noir sur case noire h8 · Pion noir sur case noire a7 · Cavalier noir sur case blanche b7 · Fou noir sur case noire e7 · Pion noir sur case blanche f7 · Tour noire sur case noire g7 · Pion noir sur case blanche h7 · Pion noir sur case blanche e6 · Cavalier blanc sur case noire f6 · Pion noir sur case blanche g6 · Pion noir sur case noire c5 · Pion blanc sur case noire e5 · Fou noir sur case blanche f5 · Dame blanche sur case noire g5 · Pion noir sur case noire d4 · Pion blanc sur case noire f4 · Cavalier blanc sur case blanche f3 · Tour blanche sur case noire g3 · Pion blanc sur case blanche a2 · Pion blanc sur case noire b2 · Pion blanc sur case blanche c2 · Pion blanc sur case blanche g2 · Pion blanc sur case noire h2 · Fou blanc sur case noire c1 · Tour blanche sur case blanche f1 · Roi blanc sur case noire g1 | Tour noire sur case blanche a8 · Dame noire sur case noire d8 · Roi noir sur case noire h8 · Pion noir sur case noire a7 · Cavalier noir sur case blanche b7 · Fou noir sur case noire e7 · Pion noir sur case blanche f7 · Tour noire sur case noire g7 · Pion noir sur case blanche h7 · Pion noir sur case blanche e6 · Cavalier blanc sur case noire f6 · Pion noir sur case blanche g6 · Pion noir sur case noire c5 · Pion blanc sur case noire e5 · Fou noir sur case blanche f5 · Dame blanche sur case noire g5 · Pion noir sur case noire d4 · Pion blanc sur case noire f4 · Cavalier blanc sur case blanche f3 · Tour blanche sur case noire g3 · Pion blanc sur case blanche a2 · Pion blanc sur case noire b2 · Pion blanc sur case blanche c2 · Pion blanc sur case blanche g2 · Pion blanc sur case noire h2 · Fou blanc sur case noire c1 · Tour blanche sur case blanche f1 · Roi blanc sur case noire g1 | Tour noire sur case blanche a8 · Dame noire sur case noire d8 · Roi noir sur case noire h8 · Pion noir sur case noire a7 · Cavalier noir sur case blanche b7 · Fou noir sur case noire e7 · Pion noir sur case blanche f7 · Tour noire sur case noire g7 · Pion noir sur case blanche h7 · Pion noir sur case blanche e6 · Cavalier blanc sur case noire f6 · Pion noir sur case blanche g6 · Pion noir sur case noire c5 · Pion blanc sur case noire e5 · Fou noir sur case blanche f5 · Dame blanche sur case noire g5 · Pion noir sur case noire d4 · Pion blanc sur case noire f4 · Cavalier blanc sur case blanche f3 · Tour blanche sur case noire g3 · Pion blanc sur case blanche a2 · Pion blanc sur case noire b2 · Pion blanc sur case blanche c2 · Pion blanc sur case blanche g2 · Pion blanc sur case noire h2 · Fou blanc sur case noire c1 · Tour blanche sur case blanche f1 · Roi blanc sur case noire g1 | Tour noire sur case blanche a8 · Dame noire sur case noire d8 · Roi noir sur case noire h8 · Pion noir sur case noire a7 · Cavalier noir sur case blanche b7 · Fou noir sur case noire e7 · Pion noir sur case blanche f7 · Tour noire sur case noire g7 · Pion noir sur case blanche h7 · Pion noir sur case blanche e6 · Cavalier blanc sur case noire f6 · Pion noir sur case blanche g6 · Pion noir sur case noire c5 · Pion blanc sur case noire e5 · Fou noir sur case blanche f5 · Dame blanche sur case noire g5 · Pion noir sur case noire d4 · Pion blanc sur case noire f4 · Cavalier blanc sur case blanche f3 · Tour blanche sur case noire g3 · Pion blanc sur case blanche a2 · Pion blanc sur case noire b2 · Pion blanc sur case blanche c2 · Pion blanc sur case blanche g2 · Pion blanc sur case noire h2 · Fou blanc sur case noire c1 · Tour blanche sur case blanche f1 · Roi blanc sur case noire g1 | 1 |
|   | a | b | c | d | e | f | g | h |   |

Aux échecs, le milieu de jeu est le nom donné à la phase de la partie qui suit l'ouverture (en général, dès le premier coup qui sort des sentiers battus des ouvertures connues), et se transforme en finale habituellement après l'échange des dames. Pendant cette phase, les joueurs tentent de renforcer leur position et d'affaiblir celle de l'adversaire, par un arrangement harmonieux de leurs pièces en vue d'attaques ou de défenses, et par l'élimination des pièces adverses. Le milieu de jeu implique un niveau élevé d'échanges : comprendre comment réaliser les échanges favorables est donc important.
Il existe un nombre de tactiques connues qui visent des gains matériels, comme la fourchette, l'enfilade, le clouage et l'attaque à la découverte, etc. La plupart d'entre elles impliquent une attaque contre le roi adverse (ou inversement, visent à empêcher une attaque de son propre roi), et vont, en général, mener à un avantage.
De plus, il existe des stratégies utiles, comme placer un avant-poste à un endroit bien défendu (case forte), menaçant d'autres cases que l'adversaire pourrait utiliser pour déplacer ses pièces, ou encore placer des pièces à des endroits où elles ne seront réellement utiles que plus tard dans le jeu.
Les forts joueurs utilisent la tactique pour réaliser des échanges favorables et obtenir une position avantageuse.
La dernière phase du milieu de jeu consiste à se préparer pour la finale. Dans la mesure où de nombreuses finales impliquent la promotion du pion, il est bon de s'en souvenir quand on réalise des échanges dans le milieu de jeu.
Par rapport à leur force dans les ouvertures, où ils peuvent faire appel à une immense bibliothèque d'ouvertures connues, et dans les finales avec très peu de pièces, où ils peuvent faire usage de tables de finales, les ordinateurs d'échecs se révèlent moins performants dans la phase stratégique du milieu de partie (et dans les finales stratégiques, où il reste encore de nombreuses pièces sur l'échiquier). En effet, ils sont souvent considérés comme plus faibles dans les « positions tranquilles », où il n'y a pas de prise possible, où aucun camp n'est en échec, et où aucun pion n'est proche de sa case de promotion. Les ordinateurs n'ont alors pas de plan et attendent les opportunités tactiques, domaine où ils se révèlent du niveau d'un grand maître. Dans les phases stratégiques du milieu de jeu et de la finale - la distinction n'est pas bien claire - ils sont contraints de recourir à des méthodes heuristiques, un domaine dans lequel le cerveau humain excelle.